# Bedlington Terrier
Der Bedlington Terrier ist eine von der FCI anerkannte britische Hunderasse (FCI-Gruppe 3, Sektion 1, Standard Nr. 9).

## Beschreibung
Der Bedlington Terrier ist ein Hund von mittlerer Größe (etwa 41 cm, 8 bis 10 kg). Das Fell ist blau-grau (dann dunkle Augen und Nase) oder auch leber- oder sandfarben (dann helle Augen und braune Nase). Der Kopf sollte birnenförmig sein mit Ohren, die herabhängen und an den Enden befranst sind. Weitere Standardpunkte sind der geschmeidige Hals und ein flachrippiger drahtiger Körper, sowie ein tief angesetzter Schwanz, der sich nach unten verjüngt. Der Schwanz sollte nicht über dem Rücken getragen werden. Charakteristisch ist das dichte leicht gelockte Haar, das von der Haut absteht und nicht drahtig sein sollte.

## Herkunft und Geschichtliches
Der Bedlington Terrier, früher auch als Rothbury Terrier bekannt, stammt aus den früheren Bergbauregionen Nordenglands, wo er für die Hasenjagd verwendet wurde. Im ersten Zuchtbuch des Kennel Clubs von 1874 sind 30 Bedlington Terrier verzeichnet. Der erste Zuchtverband für die Rasse wurde 1877 in England gegründet.
Die Rasse war auf die Rattenjagd spezialisiert und wurde daher zum Beispiel auch gerne im Bergbau eingesetzt. Vor allem aber reisten Bedlington Terrier mit Kesselflickern, Scherenschleifern und Händlern durchs Land und befreiten, während die Besitzer ihrer Arbeit nachgingen, das Dorf von Ratten und anderen Nagetieren. Die britische Wettleidenschaft missbrauchte diesen Hund, wie viele andere Terrierrassen, für Tierkämpfe; nicht von ungefähr wird er auch „Wolf im Schafspelz“ genannt. Die übliche Schur ähnelt der eines Schafes.
Bedlington Terrier erscheinen in der bundesweiten Welpenstatistik des Verband für das Deutsche Hundewesen (VDH) zahlenmäßig am unteren Ende (vgl. Pudel (2016): 1896).
| Jahr       | 2023 | 2022 | 2021 | 2020 | 2019 | 2018 | 2017 | 2016 | 2015 | 2014 | 2013 | 2012 | 2011 | 2010 | 2009 | 2008 | 2007 | 2006 | 2005 | 2004 | 2003 | 2002 |
| Welpenzahl | 22   | 40   | 45   | 27   | 27   | 36   | 21   | 26   | 24   | 23   | 29   | 25   | 23   | 12   | 45   | 36   | 42   | 32   | 36   | 36   | 25   | 35   |

## Wesen

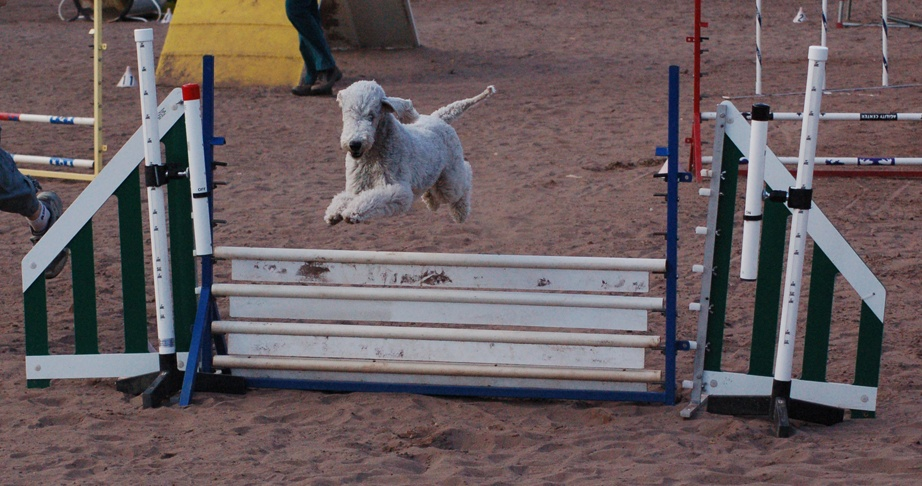
Bedlington Terrier sind bekannt für ihre Schnelligkeit und Ausdauer, Eigenschaften, die sie zu Kandidaten für den Hundesport wie Agility.

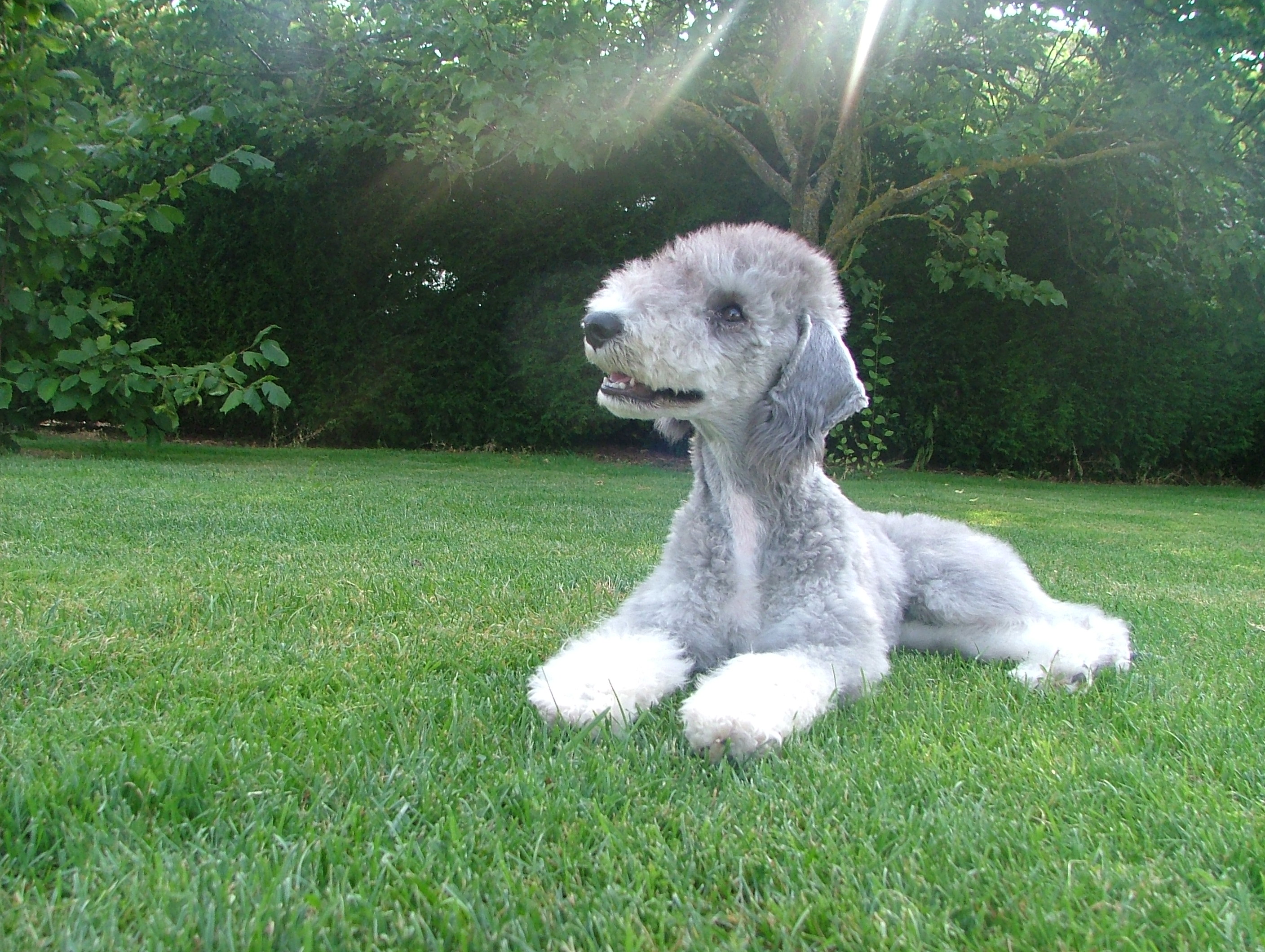
Bedlington Terrier

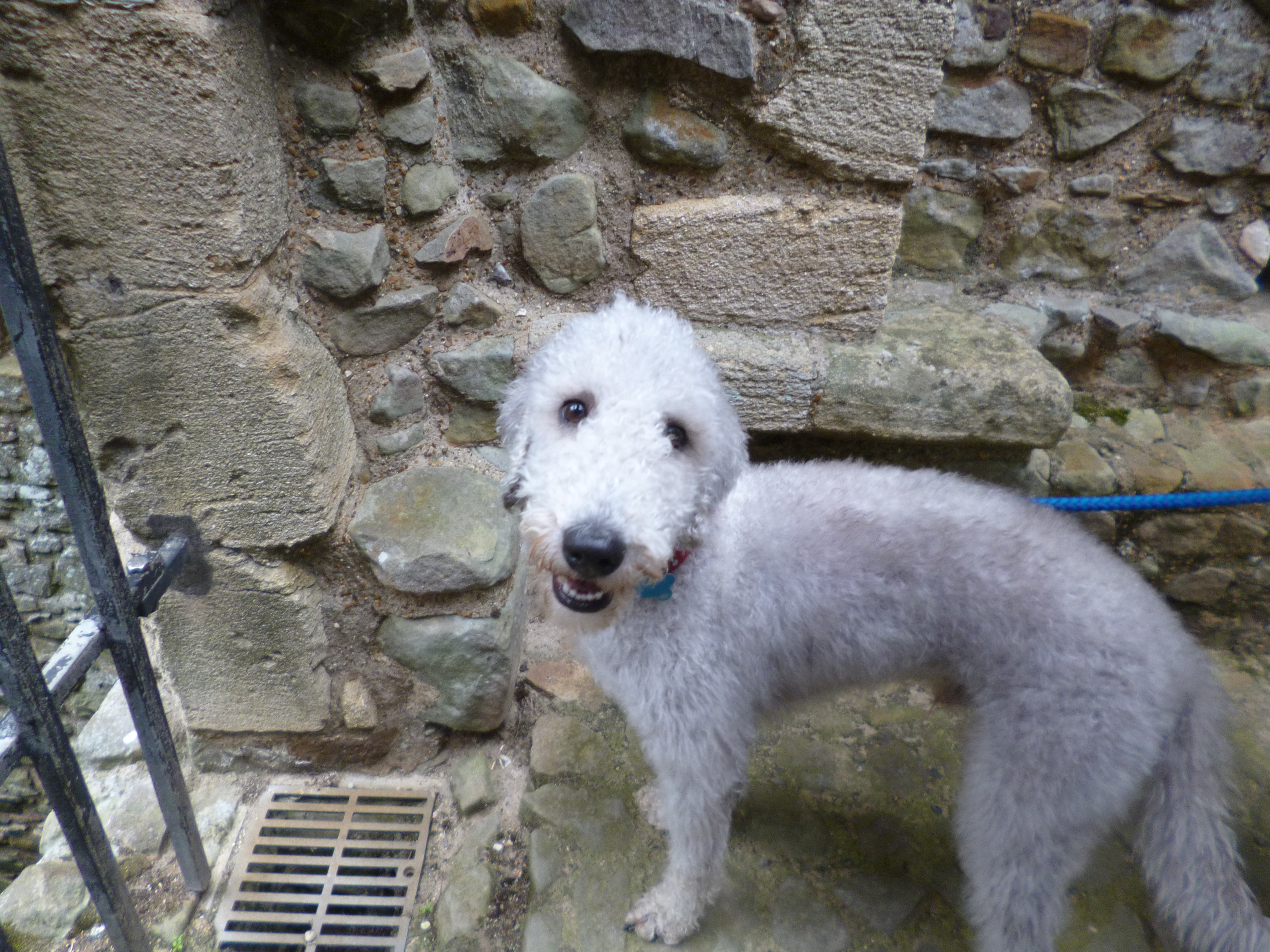
Bedlington Terrier mit Haustierclip

Bedlingtons sind pfiffig und mutig. Ihr Bellen wurde jagdhundartig genannt und mit dem Abfeuern eines Maschinengewehrs verglichen.
Der Bedlington Terrier ist ein schneller Hund mit hoher Ausdauer.
Er ist im Wasser genauso schnell wie an Land und seine Schwimmgeschwindigkeit kann mit der des Neufundlands mithalten.
Bedlington Terrier „haben genug Tempo, um mit der normalen Geschwindigkeit eines Pferdes Schritt zu halten“.
Aufgrund des Whippet in ihrer Linie neigen sie dazu, zu sausen.

### Moderner Show- und Familienhund
Sowohl der AKC als auch der ASPCA nennen die Rasse „mild“ und „sanft“
PetFinder sagt, die Rasse sei weich im Temperament, kameradschaftlich, demonstrativ, loyal und ein ruhiger Haushund. Obwohl die Rasse draußen kleine Tiere jagen kann, akzeptiert sie sie im Haus.
Verspielt und fröhlich, aufgeregt und aufregend kann die Rasse sein und sie neigt dazu, eigensinnig zu sein.

### Gebrauchshund
Als Gebrauchshunde (engl. working Bedlingtons) wird ihre Vielseitigkeit gelobt und sie werden mit Hunden verglichen, die bereit sind, „ein Haushund, ein Jagdhund, ein Rattenhund, ein Dachshund zu sein oder, falls nötig, einen Fuchs zu verjagen (..)“.
Sie sind auch bekannt für ihre Intelligenz und Hartnäckigkeit, wenn es darum geht, Ungeziefer zu bekämpfen. Bedlingtons kämpfen sehr gern und neigen dazu, eifersüchtig zu sein, wenn sie mit anderen Hunden zusammen sind. Ein Mann gab an, dass „dieser Hund in der Lage war, jeden anderen Hund seines Gewichts zu töten“ und verglich ihn mit dem Kampfhund. Sie wurden auch im Hundekampf verwendet.
Der New Zealand Kennel Club warnt davor, sie bei Hunden mit dominanten Persönlichkeiten zu halten, wenn „sie einmal herausgefordert wurden, sind sie trotz ihres sanften Aussehens furchterregende Kämpfer“.
Einige Züchter, insbesondere George Newcombe, haben argumentiert, dass die Arbeitsfähigkeit und der Mut des Bedlington-Terriers abgenommen habe, seit er für die Ausstellung gezüchtet wurde.
Pudel wurde möglicherweise in die Rasse eingeführt, um die Pflege und Pflege des Fells zu erleichtern.
George Newcombe vom Working Bedlington Terrier Club sagte, „der reine [Bedlington Terrier] konnte nicht länger als ernsthafte Arbeitsrasse angesehen werden“ und kreuzte seine Bedlington-Hunde mit Lakeland Terriern, um die Arbeitsqualitäten des Bedlington wiederherzustellen.

## Krankheiten
Die Rasse ist anfällig für Augenerkrankungen (in seltenen Fällen) und Kupfertoxikose (übermäßige Speicherung von Kupfer in der Leber). Durch sorgfältige Zuchtauswahl und vom Zuchtverband Klub für Terrier bzw. der FCI vorgeschriebene Tests auf Kupfertoxikose für Hunde, die für die Zucht zugelassen oder verwendet werden (z. B. Blut-Test, Genanalysen-DNA-Test), kommt die Kupfertoxikose bei dieser Rasse inzwischen selten vor.
Beim Klub für Terrier darf auch  mit einem Kupfertoxikose-Träger-Hund (DNA 1:2) gezüchtet werden, wenn beim Deckakt der andere Hund kein Träger ist, d. h. Kupfertoxikose negativ (DNA 1:1) ist. Erkrankte Hunde (2:2) sind von der Zucht ausgeschlossen.
In Finnland zum Beispiel wird der deutsche Blut-DNA Test nicht akzeptiert, weil er zu ungenau ist. Hier, wie auch in anderen Ländern, wird mit den Haarwurzeln der Kupfertoxikose-DNA-Test mit zwei Markern ausgeführt.
Zu den weiteren häufiger auftretenden Krankheits-Prädispositionen beim Bedlington Terrier gehören u. a. die Glasknochenkrankheit und als Augenerkrankungen Rollider, Distichiasis sowie Katarakt.
Beim Bedlington Terrier sind Fälle von erblicher Hyperkeratose der Ballen (corny feet, hereditary footpad hyperkeratosis HFH) bekannt. Züchterische Maßnahmen die Hyperkeratose der Ballen betreffend sind beim Klub für Terrier jedoch nur für den
Irish Terrier vorgeschrieben.